# Anortosita amb foids
L'anortosita amb foids o també anortosita foïdífera és una varietat d'anortosita que conté una petita proporció de feldspatoide (menys d'un 10%). Modalment és definida al camp 10 del diagrama QAPF.